# Kamenica (Vogošća, BiH)
Kamenica je naselje u općini Vogošća, Federacija BiH, BiH.

## Stanovništvo
Nacionalni sastav stanovništva 1991. godine, bio je sljedeći:
ukupno: 410
- Hrvati - 241
- Muslimani - 103
- Srbi - 5
- Jugoslaveni - 54
- ostali, neopredijeljeni i nepoznato - 7